# Douglas megye (Nebraska)
Douglas megye az Amerikai Egyesült Államokban, azon belül Nebraska államban található. Megyeszékhelye és legnagyobb városa Omaha. Lakosainak száma 584 526 fő (2020. április 1.). Douglas megye Washington, Sarpy, Dodge, Saunders és Pottawattamie megyékkel határos.

## Népesség
A megye népességének változása:
| Lakosok száma | 4328 | 37 645 | 168 546 | 232 982 | 281 020 | 397 038 | 463 585 | 524 535 | 550 064 | 584 526 |
|               | 1860 | 1880   | 1910    | 1930    | 1950    | 1980    | 2000    | 2011    | 2015    | 2020    |